# 샌디에이고 슈퍼컴퓨터 센터

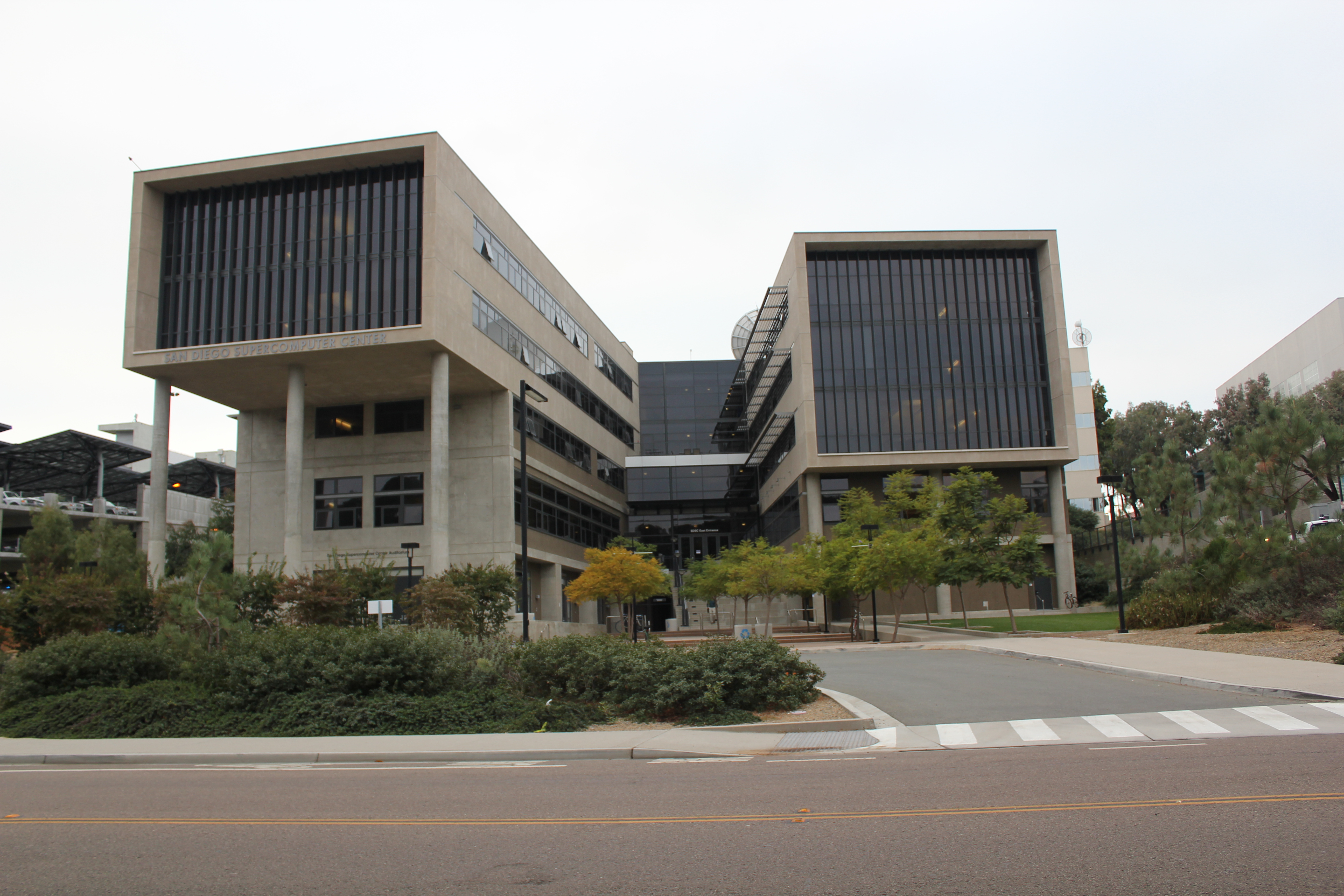
샌디에고 슈퍼컴퓨터 센터 이스트 윙

샌디에이고 슈퍼컴퓨터 센터(San Diego Supercomputer Center, SDSC)는 캘리포니아 대학교 샌디에이고 산하 조직화된 연구 부서이다. 1985년에 설립된 이 센터는 원래 NSF 슈퍼컴퓨팅 센터 5개 중 하나였다.
연구 분야는 고성능 컴퓨팅, 그리드 컴퓨팅, 계산생물학, 지리정보학, 계산물리학, 계산화학, 데이터 관리, 과학 시각화, 사이버 인프라 및 컴퓨터 네트워킹이다. SDSC 컴퓨터 생명과학 분야의 기여와 지구 과학, 유전체학 컴퓨터 접근 방식은 국제적으로 인정받고 있다.
현재 SDSC 이사는 UC 샌디에이고 물리학 교수이자 UC 샌디에이고 할리시오글루(Halıcıoğlu) 데이터 과학 연구소의 창립 교수인 프랭크 뷔르트바인(Frank Würthwein) 박사이다. 뷔르트바인은 2021년 7월에 그 직책을 맡았다. UC 샌디에이고의 물리학 교수이자 2010년 9월부터 SDSC 이사였던 마이클 L. 노먼의 뒤를 잇는다.